# Syagrus tostana
Syagrus tostana är en enhjärtbladig växtart som först beskrevs av Gregório Gregorievich Bondar, och fick sitt nu gällande namn av Sidney Frederick Glassman. Syagrus tostana ingår i släktet Syagrus och familjen Arecaceae. Inga underarter finns listade i Catalogue of Life.